# Claudio Marinaccio
Claudio Marinaccio (Torino, 1º ottobre 1982) è un fumettista e illustratore italiano.
Ha collaborato con numerose testate giornalistiche, tra cui La Stampa, Skytg24, Rolling Stone, Internazionale e HuffPost, per il quale è stato vignettista.
Nel 2021 ha pubblicato il suo primo fumetto, Trentatré raggi ionizzanti (Feltrinelli Comics), un diario illustrato che racconta con umorismo nero la sua esperienza personale con un tumore al braccio .
Tra le sue opere più recenti c'è Aimone l'Airone (D Editore, 2024). Il protagonista, Aimone, è un airone antropomorfo triste e disilluso, che riflette con sarcasmo e amarezza sulle contraddizioni del mondo contemporaneo.

## Opere
- Trentatré raggi ionizzanti, Feltrinelli Comics, 2021
- Non può piovere per sempre, Skytg24, 2023 https://tg24.sky.it/stories/cronaca/non-puo-piovere-per-sempre-inchiesta-salute-mentale-giovani/index.html
- Aimone l'airone, D editore, 2024